# 林摶秋
林 摶秋（りん でんしゅう、ウェード式：Lin Tuan-chiu、1920年10月6日 - 1998年4月4日）は、台湾の映画監督・劇作家。日本統治期から演出家として活動し、戦後は映画界に転身して台湾映画の近代化をすすめた。日本留学時には「林博秋（りん・はくしゅう）」を名乗っていた。

## 来歴
林は台北で８つの鉱山を管理する富裕な家に生まれ、1938年に高校を卒業後、明治大学政治経済学部へ留学した。この間に新劇への関心を深め、ムーランルージュ新宿座の座長の仲介により、在学中から東宝映画で助監督として働き始める。このときマキノ正博や阿部豊など著名監督の作品にも関わっている。卒業後はムーランルージュ新宿座の文芸部につとめ、このとき初の自作戯曲『奧山の社（深山的部落）』を執筆・上演。「台湾島民初の劇作家」として日本の劇評家らから高い評価を受ける。
1943年から台湾へ戻り、みずから脚本と演出をてがけた新劇作品をあいついで上演した。戦争の激化によって活動が一時中断したのち、戦後に演劇研究会を立ち上げるが、1947年に二・二八事件が起きると演劇の継続を断念し、郷里へ戻って家業を手伝うようになった。
1955年以降、台湾では台湾語映画の製作がさかんになったがその水準はいまだ低く、当時台湾を訪れた岩沢庸徳が「台湾の映画産業は日本より30年は遅れている」と指摘するほどだった。林はこの岩沢の発言に刺激され、1957年、私財を投じて本格的な設備を備えた映画プロダクション（玉峰影業公司）や撮影スタジオ（湖山製片廠）、また宝塚をモデルにしたという俳優養成クラスなどを設立。これらによって台湾映画には一気に近代的な製作システムが導入されることとなった。
林はここで自らも６本の作品を監督・製作した。しかし中華民国政府が北京官話の普及を押しすすめるようになると台湾語の映画製作はしだいに不振に陥り、1965年に林が自作のリメイク『五月十三日 悲しき夜（五月十三傷心夜）』を監督したのち1971年に玉峰影業は解散、林自身も映画製作を中断した。1998年に心不全で死去。

## 評価・受容
映画監督としての林は寡作だったこともあり台湾でも長く忘れられた存在だったが、1980年代以降に侯孝賢やエドワード・ヤンが台湾映画に世界的な名声をもたらすと、その前史として改めて注目を集めるようになった。台湾文化部の支援を得て2019年からイギリスのエジンバラで開催されている台湾映画祭での紹介が始まり、2021年には東京のアテネフランセ文化センターで行われた台湾映画特集でも作品が上映されている。2023年には劇作家としての活動も網羅した全12巻の『林摶秋全集』が台湾で刊行、さらに2025年には台湾映画・メディア文化センターでレストア版上映と関連シンポジウムなどが開催された。
現在残る作品は台湾の都市生活を舞台としつつ1950年代頃までの日本の娯楽映画の影響を色濃く残すメロドラマで、映画評論家の山田宏一は『五月十三日 悲しき夜』などを取り上げて、マキノ正博のもとで助監督をつとめたとき学んだ演出手法が見られると指摘している。

## 映画作品
- 阿三哥出馬 Vote for San (1959, 43分※断片のみ残存)
- 嘆烟花（1959）[9]
- 丈夫的秘密（別題：錯戀） The Husbandʼs Secret (1960, 100分)
- 後台（1960 ※未完）
- 五月十三傷心夜（別題：女性的條件）May 13th, Night of Sorrow (1965, 97分)
- 六個嫌疑犯 Six Suspects (1965 年、108分)